# Judy Cairo
Judy L. Cairo (* 11. Mai 1959 im Los Angeles County, Kalifornien) ist eine US-amerikanische Filmproduzentin.

## Leben
Judy Cairo ist seit Mitte der 1980er Jahre als Filmproduzentin tätig. Für den TV-Zweiteiler Elvis wurde sie 2005 zusammen mit den weiteren Produzenten für einen Primetime-Emmy-Award nominiert.
2008 gründete sie mit ihrem Ehemann Michael A. Simpson in Los Angeles die Independent-Filmfirma Informant Media. 2010 wurde sie zusammen mit den Produzenten/Regisseur von Crazy Heart mit einem Independent Spirit Award für den besten Debütfilm ausgezeichnet.

## Filmografie (Auswahl)
- 1986: The Boy King
- 1995: Her Deadly Rival
- 1996: Süße 17 – Tödliches Biest (Twisted Desire)
- 1997: Erfolg um jeden Preis (Perfect Body)
- 1999: Ich weiß noch immer, wo sie begraben ist (What We Did That Night)
- 2002: Gleason
- 2004: The Brooke Ellison Story
- 2005: Elvis
- 2005: Mayday – Katastrophenflug 52 (Mayday)
- 2006: Ein vollkommener Tag (A Perfect Day)
- 2009: Crazy Heart
- 2011: In guten Händen (Hysteria)
- 2012: Love Stories (Stuck in Love)
- 2014: Der Chor – Stimmen des Herzens (Boychoir)
- 2015: Kidnapping Freddy Heineken
- 2017: Dirty Dancing
- 2018: Candy Jar